# Байнетов Дмитро Федорович
Дмитро Федорович Байнетов (3 лютого 1928 р. — 10 червня 2013 р.) — льотчик-інструктор, завідувач музею історії авіації і космонавтики Чернігова.

## Біографія
Народився та виріс поряд з Хабаровськом.
1943 −1945 р. — вступив до авіаційного заводу.
1946 р. — вступив до школи цивільного повітряного польоту в місті Бугуруслані.
1947—1950 рр. — курсант Сталінградського військового авіаційного училища (м. Новосибірськ), після закінчення працював там льотчиком-інструктором.
1952 р. — Чернігівське військове авіаційне училище — льотчик-інструктор, льотчик-методист, командир АЕ, заступник командира полку, старший штурман училища, начальник льотно-методологічного відділу училища.
Військовий льотчик-інструктор першого класу. 4960 годин
нальоту. Підіймався в небо на літаках: УТ-2, Як-9, Як-11, Як-12, Як-18, Як-18А, МіГ-15УТІ, МіГ-15біс, МіГ-17, МіГ-21У, МіГ-21УС, МіГ-21УМ, МиГ-21Ф-13, L-29, L-39.
З 1976—1977 рр. — радник головного штурмана ВПС В'єтнаму.
1980 р. — завершив у лютому службу в армії, посада полковник.
Створив музей історії авіації і космонавтики Чернігова. 
Одружений з 1952 р.на Тамарі Василівні. Дочка Лариса, син — Сергій Дмитрович, військовий льотчик.

## Нагороди
Медаль «За доблесну працю у Великій Вітчизняній війні», та ще 19 медалей.

## Праці
- «Чернігівські крила», 1991 р.
- «Крилаті роки», 2001 р.
- «Чернігівці — Герої Радянського Союзу», 2009 р.
- «Чернігівські  авіатори», 2006 р., 2-ге видання 2007 р.
- «Спрямовані в небо», 2011 р.